# Eristalis cerealis
Eristalis cerealis là một loài ruồi trong họ Ruồi giả ong (Syrphidae). Loài này được Fabricius mô tả khoa học đầu tiên năm 1805. Eristalis cerealis phân bố ở vùng Cổ Bắc giới